# Pont Royal (Savoie)
Pour les articles homonymes, voir Pont Royal.
Le Pont Royal est un pont routier situé en France sur la commune de Chamousset dans le département de la Savoie en région Rhône-Alpes.
En service depuis 1853, le pont enjambe l'Isère à quelques mètres en aval de sa confluence avec l’Arc dans la combe de Savoie.
Ce monument fait l’objet d’une inscription au titre des monuments historiques depuis le 25 septembre 1986.

## Géographie

### Situation
Le pont Royal de Chamousset est situé dans la combe de Savoie, sur la commune de Chamousset en Savoie. Il franchit l'Isère sur un axe nord-ouest / sud-est, à mi-chemin entre Albertville et Montmélian près de Chambéry. Il est dominé au nord par la dent de l’Arclusaz dans le massif des Bauges, et au sud par la colline du château de Chamousset à l'extrémité nord de la chaîne de Belledonne.
Son emplacement se situe à seulement quelques mètres en aval de la confluence avec l'Arc, aussi le pont Royal se trouve aux portes de la vallée de la Maurienne.

### Voie de communication

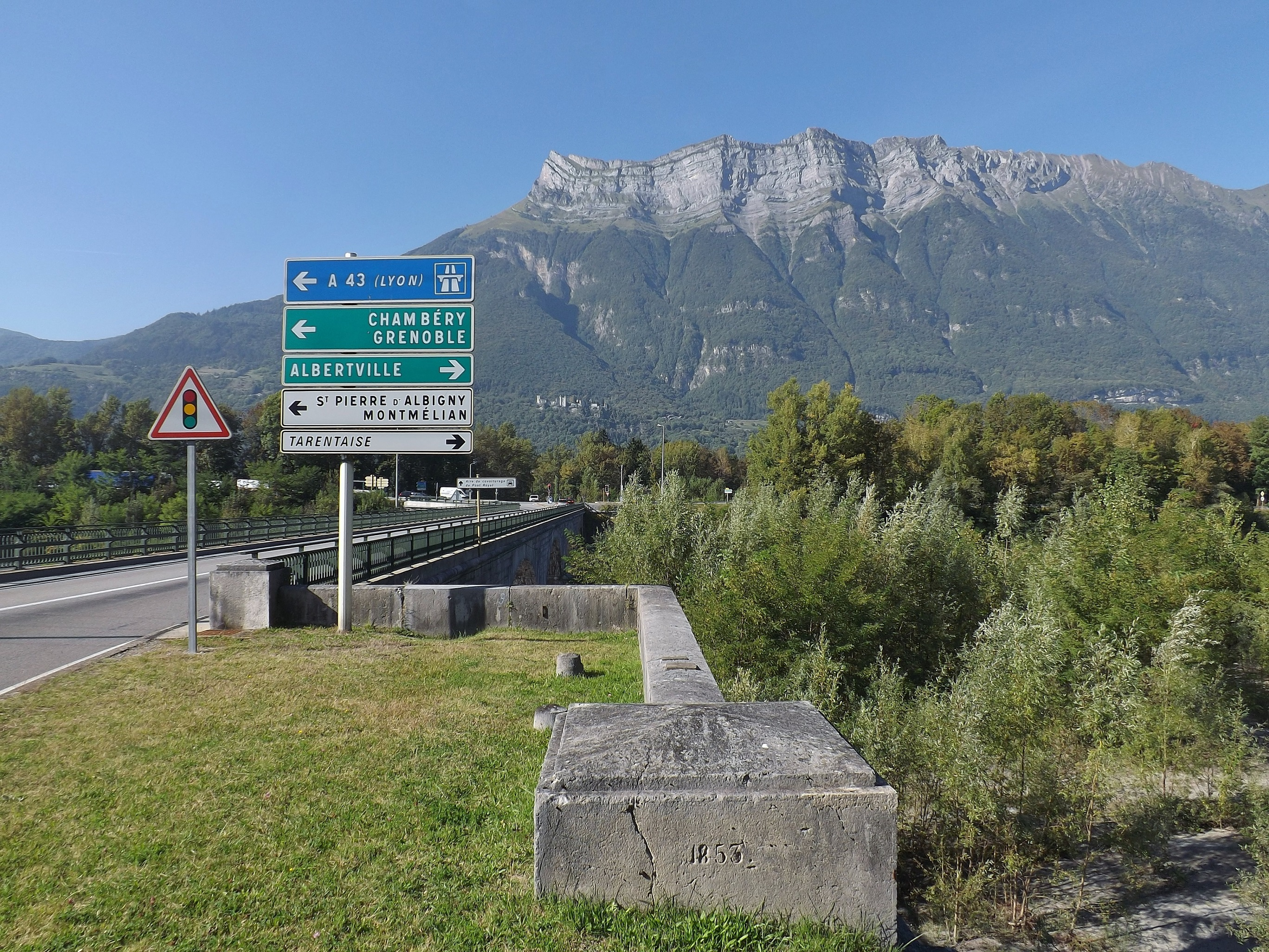
Arrivée sur le pont depuis la Maurienne.

Le pont Royal est aujourd'hui franchi par la route départementale 1006, soit l’ancienne route nationale 6 de Paris à l'Italie par le col du Mont-Cenis. C'est à partir de ce pont et du carrefour du pont royal que l'ex-RN 6 traverse l'Isère afin de s'engouffrer dans la vallée de la Maurienne à partir des communes d'Aiton et d'Aiguebelle, situées à moins de 10 km.

## Histoire
La construction du pont Royal débute durant l’hiver 1846-1847 et se termine en 1853. À cette époque, la Savoie fait partie intégrante du royaume de Sardaigne, alors gouverné par le roi Charles-Albert de Sardaigne puis Victor-Emmanuel II à partir de 1849. Ce pont constituant une avancée sur le parcours de Chambéry à Turin par la « Route royale du Mont-Cenis », le nouveau pont de Chamousset prend avec le temps le surnom bientôt coûtumier de « pont Royal ».
Plus tard, en 1876, le pont Royal est doublé en aval de l'Isère par un pont ferroviaire. Ce nouveau pont prend lui aussi, par analogie mais à tort, le surnom de « pont Royal ».
Lors de la seconde Guerre mondiale, le pont est le théâtre de combats menés en août 1944 pour la libération de la Savoie de l'occupation allemande. Le 24 août, le pont est repris à l'occupant mais celui-ci le récupère le lendemain à l'aide de renforts arrivés de Maurienne et s'installe en rive droite pour en garder le contrôle. Des renforts des Forces françaises de l'intérieur (FFI) arrivés de Haute-Savoie par Albertville engagent alors de nouveau le combat pour recouvrer le contrôle du pont. Mais alors que les Allemands abandonnent leur position au cours de la nuit du 25 au 26 août, le pont est détruit à l'explosif afin de faciliter leur repli vers la Maurienne, détruisant les deux arches de la rive gauche. Sa reconstruction se termine en 1947.
Quelques jours plus tôt, le 16 août 1944, c'est le pont ferroviaire qui est la cible d'un bombardement américain destiné à ralentir la retraite des troupes allemandes vers l'Italie par le rail.

## Caractéristiques
Le pont Royal est un pont en arc comprenant cinq arches de 23 m de corde et 4,15 m de flèche. Ses piles sont de 3,80 m d'épaisseur aux naissances et sont édifiées chacune sur 40 pilots composés de fûts de mélèzes de 5 m de long et 30 cm de diamètre. Sa hauteur est d'environ 3 m au-dessus des basses eaux d'hiver (2,876 m relevés le 13 novembre 1863). Un tunnel en arcs voûtés permet le passage de chemins de halage de part et d'autre du pont.
Selon les estimations de François Benjamin Dausse, ingénieur en chef des ponts et chaussées, son coût total fut de 580 373,57 francs.